# Алфред Јерманиш
Алфред Јерманиш (Копар, 21. јануар 1967) бивши је словеначки фудбалер.

## Каријера
Током каријере играо је за Копар, Олимпија Љубљана, Горица, АПОЕЛ, Коротан и многе друге клубове.

## Репрезентација
За репрезентацију Словеније дебитовао је 1992. године. За национални тим одиграо је 29 утакмица и постигао 1 гол.

## Статистика
| Словенија | Словенија | Словенија |
| Год.      | Ута.      | Гол.      |
| --------- | --------- | --------- |
| 1992      | 1         | 0         |
| 1993      | 2         | 0         |
| 1994      | 9         | 1         |
| 1995      | 7         | 0         |
| 1996      | 3         | 0         |
| 1997      | 2         | 0         |
| 1998      | 5         | 0         |
| Укупно    | 29        | 1         |